# Hyarotis adrastus
Hyarotis adrastus är en fjärilsart som beskrevs av Stoll 1782. Hyarotis adrastus ingår i släktet Hyarotis och familjen tjockhuvuden. Inga underarter finns listade i Catalogue of Life.

## Bildgalleri

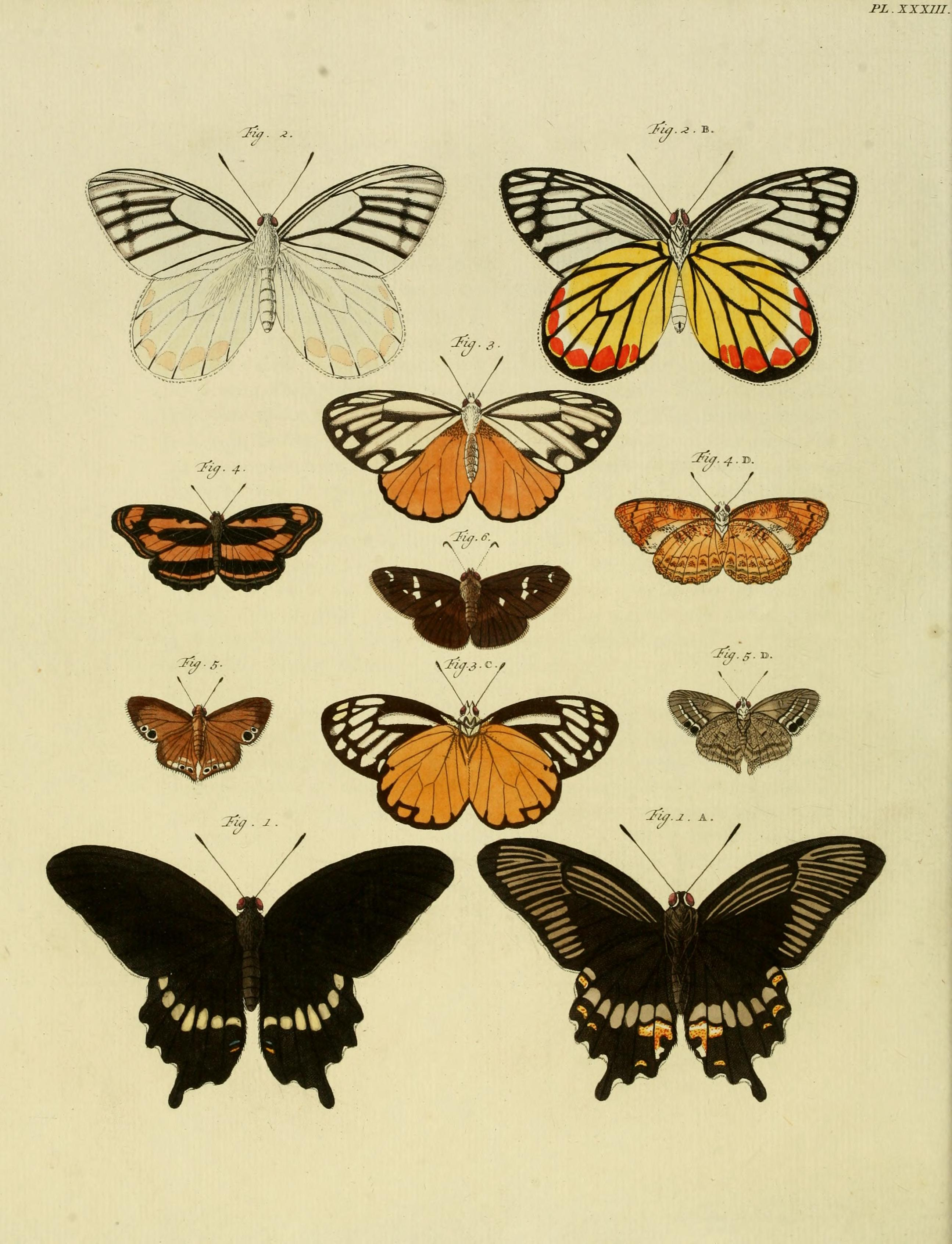
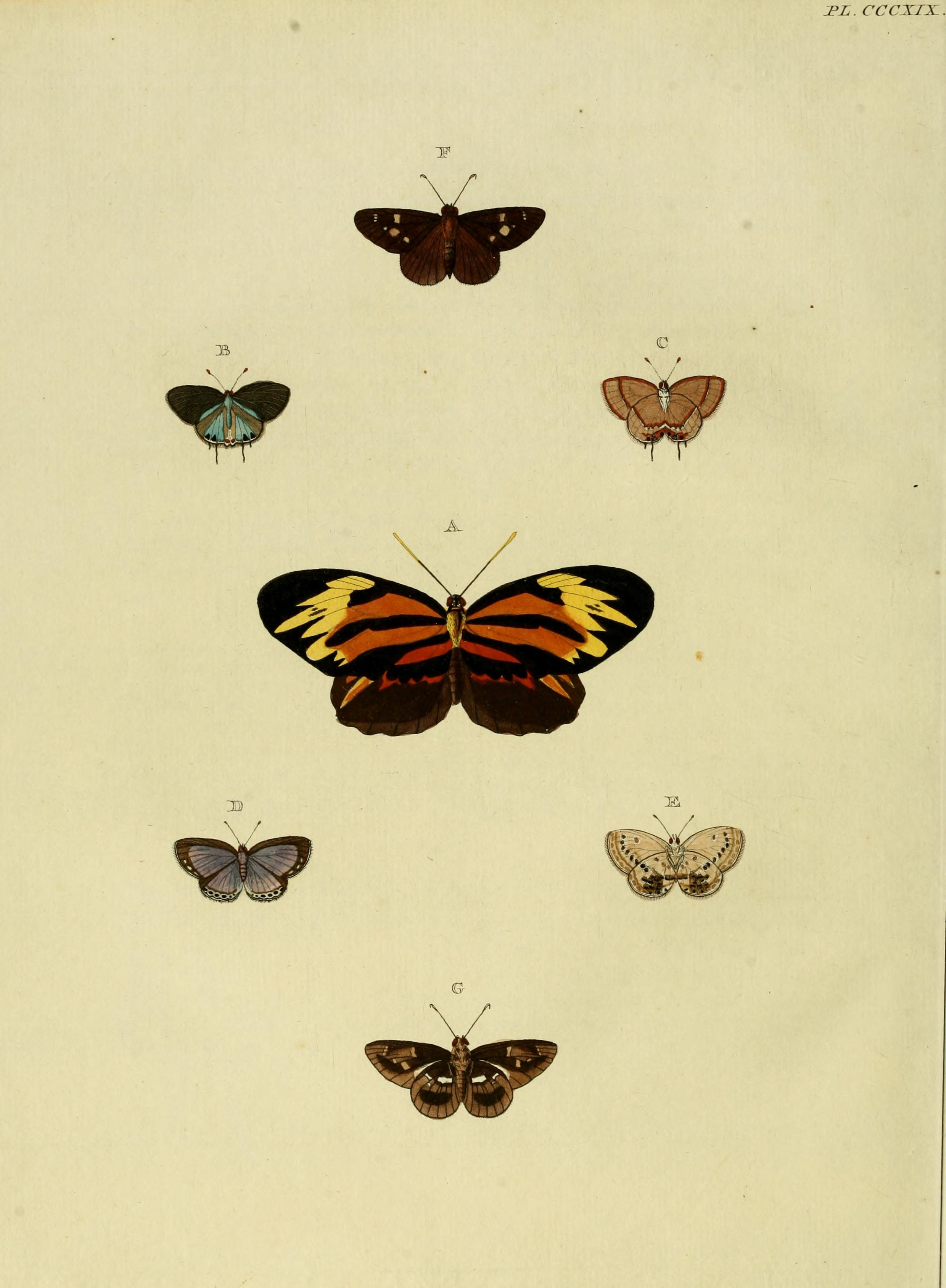
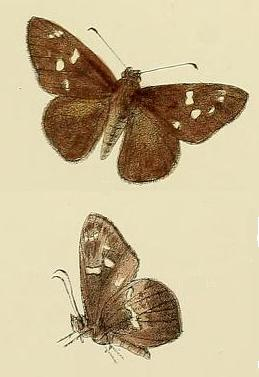
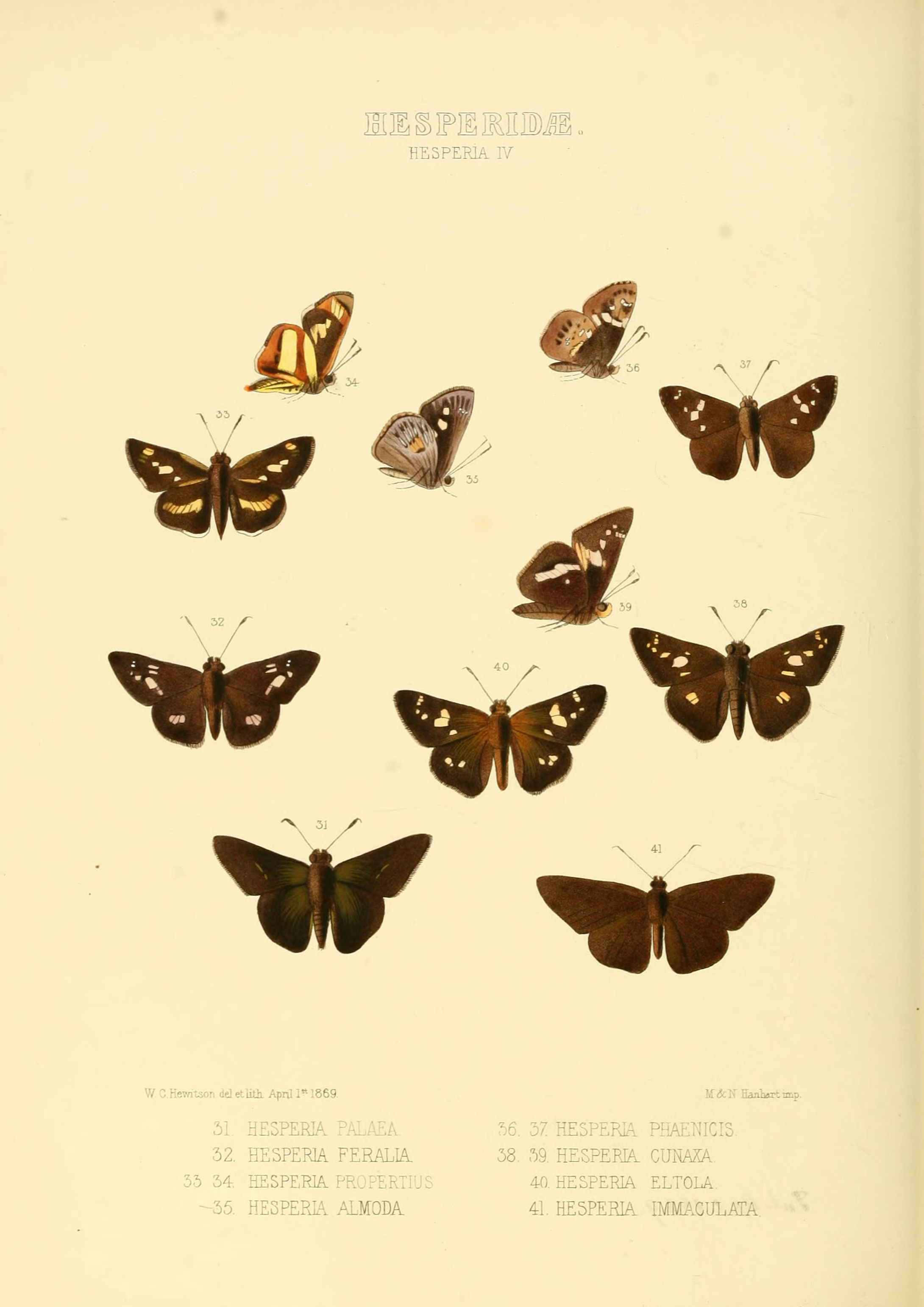
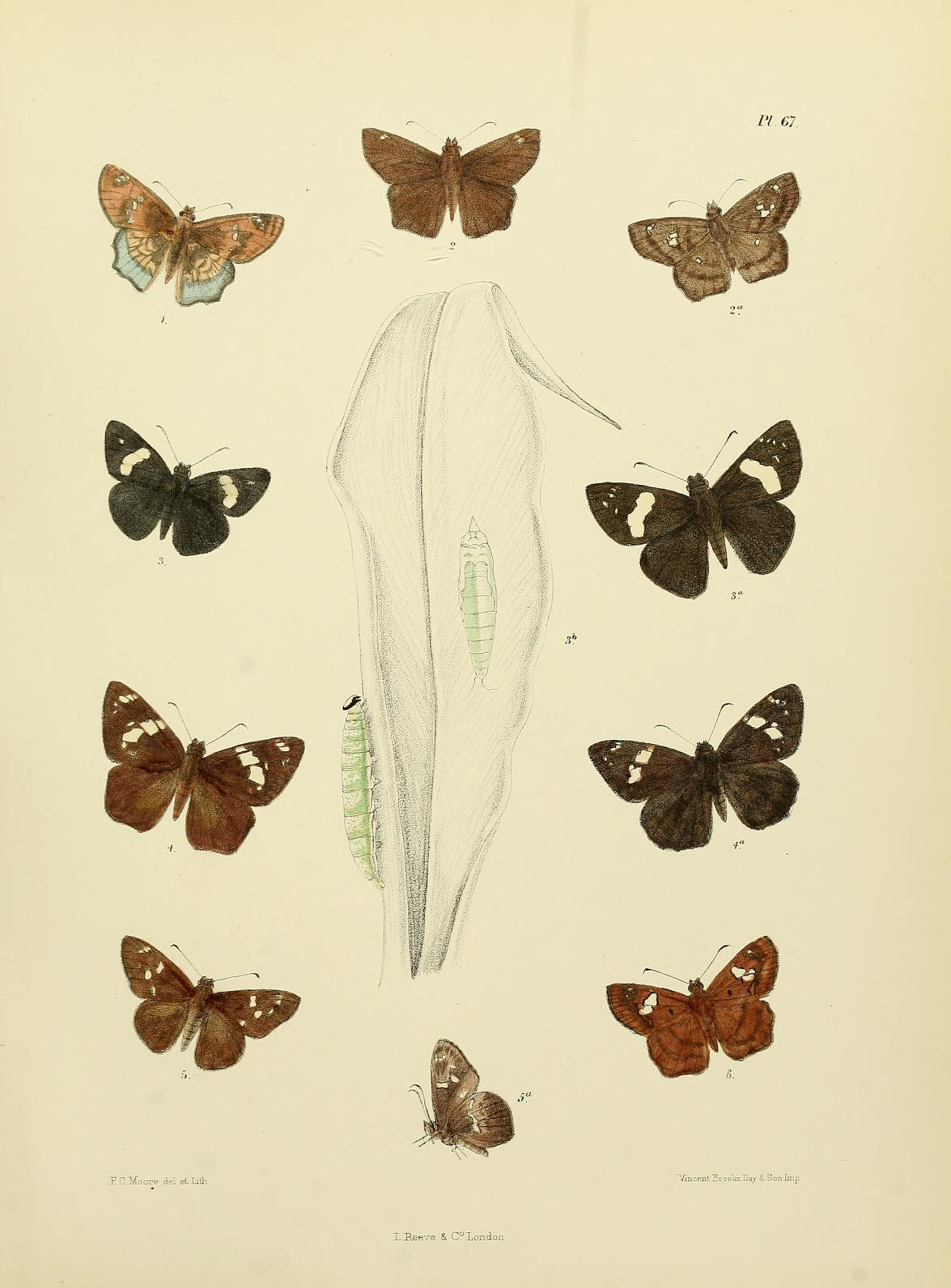
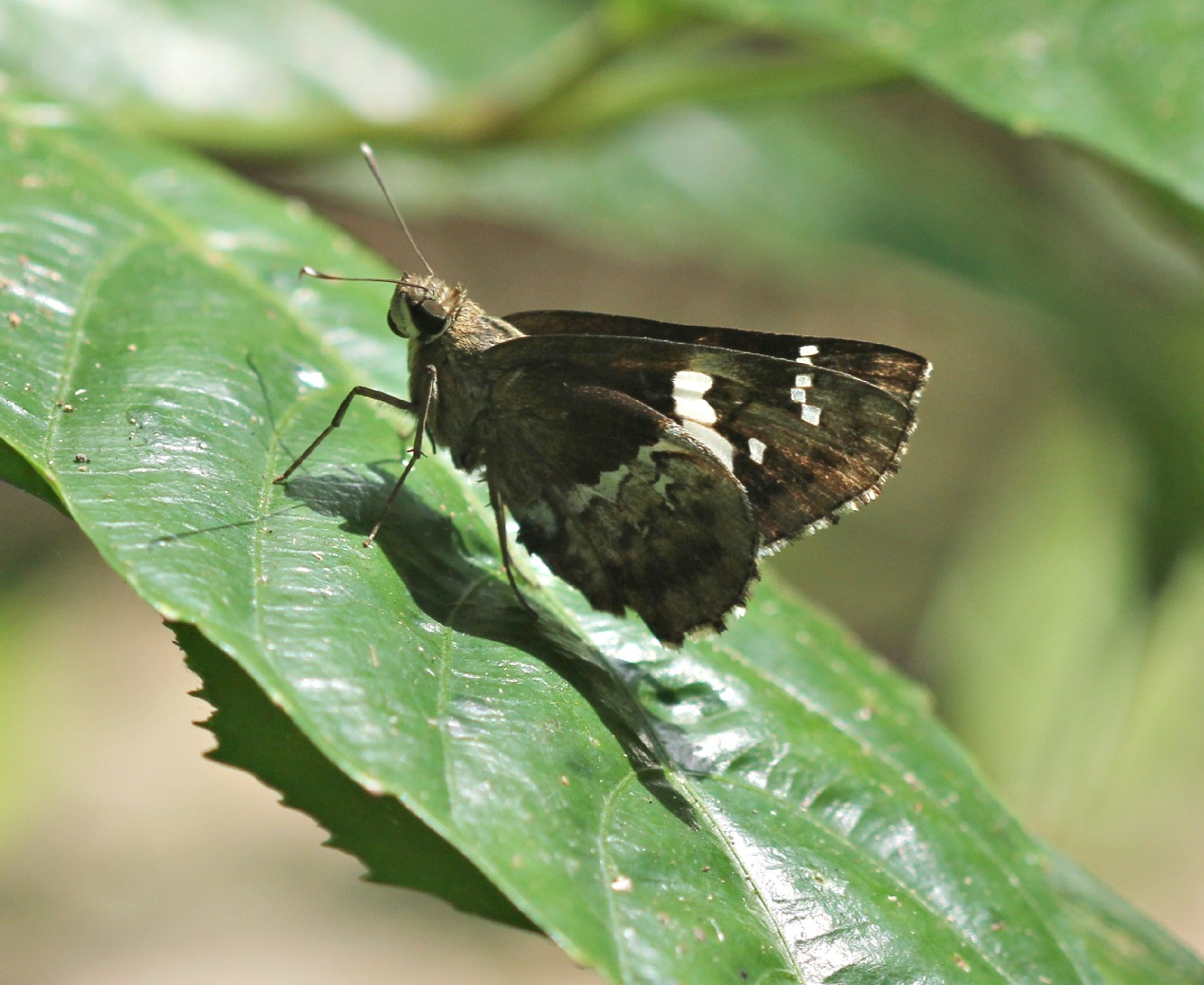